# Палудан, Энн
Энн Элизабет Палудан (англ. Ann Elizabeth Paludan; 1928, Лондон, Великобритания — 2014, Аппер Дентон, Великобритания) — английская писательница, исследователь истории, скульптуры и архитектуры Китая. Более тридцати лет она занималась изучением скульптур в Китае, оставив после себя грандиозный фотоархив с более чем 10 000 фотографий с контекстными описаниями.

## Биография
Энн Палудан (в девичестве Энн Мюррей) родилась в Лондоне в семье редактора, журналиста и политика Бэзила Мюррея и Полин Мэри Ньютон. Её отец был сыном филолога-классика, писателя, переводчика и публициста Гилберта Мюррея и леди Мэри Ховард, дочери 9-го графа Карлайла. Мать Энн была дочерью известного художника-пейзажиста Алджернона Ньютона и сестрой актёра Роберта Ньютона. Родители Энн расстались, когда она была маленькой, а когда ей было восемь лет отец умер в Испании, где он как журналист освещал гражданскую войну в Испании с республиканской стороны, делая радиопередачи из Валенсии. Училась в школе Святого Павла и колледже Святого Хью в Оксфорде, где она изучала философию, политику и экономику. После окончания колледжа Энн поступила на работу в Министерство иностранных дел Великобритании в качестве дипломата. В декабре 1949 года вышла замуж за Джона Эрнеста Пауэл-Джонса и уехала с ним за границу (Колумбия, Греция и Конго), где у них в 1951 году родился сын сэр Марк Джонс, который в будущем стал искусствоведом и директором музея колледжа Святого Креста в Оксфорде.
Брак с Джоном Джонсом закончился в 1966 году, после чего Энн поступила на работу в казначейство, проработав там до своей свадьбы в 1968 году с датским дипломатом Янусом Палуданом (1920–2004), который работал послом Дании в Конго в 1962–1965 годах, где он и Энн познакомились. В 1968 году Энн уехала в Бразилию вместе с мужем, который получил там пост посла. В 1972 году, когда Янус занял пост посла Дании в Китае, они переехали в Пекин, где жили до 1976 года, при этом много путешествуя по Китаю, Вьетнаму, Северной Корее и Тибету.
После Китая у мужа последовал пост посла в Египте, а в 1977 году посла в Исландии. В конце концов в 1984 году они оба ушли в отставку и уединились в своем доме в Аппер Дентон в Северной Камбрии. Энн овдовела в январе 2004 года, а в конце 2014 года умерла.

## Творчество
Очарованная императорскими гробницами династии Мин (1368–1644) и путешествиями по Китаю, Энн серьёзно увлеклась китайским монументальным искусством. Это увлечение в конце концов послужило началом её исследований исторических скульптур в Китае. По сути, Энн Палудан стала основоположницей нового направления в области истории и культуры Китая — изучения китайской монументальной скульптуры. Для того, чтобы лучше разбираться в предмете, в 1973 году Энн занялась изучением китайского языка и поступила в Пекинский лингвистический институт. Этот факт, и то, что Энн в течение 30 лет регулярно возвращалась в Китай с исследовательскими поездками, заставило Датскую дипломатическую службу подозревать, что она могла быть маоисткой. Энн посещала археологические памятники, музеи, мавзолеи, храмы и памятники по всему Китаю, часто в очень отдалённых местах. Делая фотографии и подробные заметки к ним, она создала огромный фотоархив китайских скульптур — от буддийских и даосских статуй божеств в храмах до резных фигур на скалах, от терракотовых скульптур из гробниц до лепных архитектурных украшений на зданиях.

## Публикации
- Ann Paludan. The Imperial Ming tombs. — Hong Kong University Press, 1981. — ISBN 978-962-209-029-3.
- Ann Paludan. The Ming tombs. — Oxford University Press, 1991-09-26. — ISBN 978-0-19-585003-1. Архивная копия от 15 апреля 2016 на Wayback Machine
- Ann Paludan. The Chinese spirit road: the classical tradition of stone tomb statuary. — Yale University Press, 1991. — ISBN 978-0-300-04597-0. Архивная копия от 14 апреля 2016 на Wayback Machine
- Ann Paludan. Chinese tomb figurines. — Oxford University Press, 1994-11-24. — ISBN 978-0-19-585817-4. Архивная копия от 23 апреля 2016 на Wayback Machine
- Ann Paludan. Chinese sculpture: a great tradition. — Serindia Publications, 2006. — ISBN 978-1-932476-28-6. Архивная копия от 18 апреля 2016 на Wayback Machine
- Ann Paludan. Chronicle of the Chinese Emperors: The Reign-By-Reign Record of the Rulers of Imperial China. — Thames & Hudson, 2009-04-06. — ISBN 978-0-500-28764-4. Архивная копия от 16 апреля 2016 на Wayback Machine